# Подшивалов, Иван Михайлович
Иван Михайлович Подшивалов (род. 18 февраля 2002, Санкт-Петербург) — российский хоккеист, нападающий. Игрок ХК «Северсталь» в КХЛ с 2021 года.

## Биография
Родился в Санкт-Петербурге.
Сезон 2019/2020 года провёл в барнаульской хоккейной команде «Алтай». Стал автором 12 забитых шайб.
С 2021 года Иван Подшивалов игрок череповецких команд. Сначала был заигран за ХК «Алмаз», затем был командирован в Воронеж в ХК «Буран», но уже в первом же сезоне, с учётом плей-офф, сыграл три игры за «Северсталь» в Континентальной хоккейной лиге.
В сезоне 2022/23 года провёл 6 матчей за «Северсталь», набрал 2 (1+1) очка. 5 декабря 2022 года забил первую шайбу в КХЛ в матче против «Динамо Минск».
С сезона 2023/2024 года игрок основы «Северстали». 
За свой первый полноценный сезон в КХЛ, сыграл 59 матчей, забил 6 шайб и сделал 6 результативных передач.

## Личная жизнь
Супруга — Валерия родом из Усть-Каменогорска (Казахстан).